# Eggersdorf bei Graz
Eggersdorf bei Graz là một đô thị thuộc huyện Graz-Umgebung bang Steiermark, nước Áo. Đô thị Eggersdorf bei Graz có diện tích 9,91 km², dân số thời điểm cuối năm 2001 là 1918 người.